# Viverravus
Viverravus — вимерлий рід Viverravidae. Рештки Viverravus знайдені в Північній Америці, Європі, Азії.